# Verwaltungsgemeinschaft Flachslanden
Die Verwaltungsgemeinschaft Flachslanden im mittelfränkischen Landkreis Ansbach wurde im Zuge der Gemeindegebietsreform am 1. Mai 1978 gegründet und zum 1. Januar 2002 wieder aufgelöst. Es bestanden Pläne diese Verwaltungsgemeinschaft der Verwaltungsgemeinschaft Lehrberg einzuverleiben, was aber durch eine Initiative der Flachslandener Bürger im Jahr 1979 verhindert werden konnte.
Der Verwaltungsgemeinschaft Flachslanden gehörten die Marktgemeinde Flachslanden und die Gemeinde Oberdachstetten an, die seither Einheitsgemeinden mit eigener Verwaltung sind.
Sitz der Verwaltungsgemeinschaft war Flachslanden.